# Новоюласка
Новоюла́ска (рос. Новоюласка) — село у складі Червоногвардійського району Оренбурзької області, Росія.

## Населення
Населення — 471 особа (2010; 594 у 2002).
Національний склад (станом на 2002 рік):
- росіяни — 53 %
- українці — 36 %